# Thünen-Institute in Bremerhaven

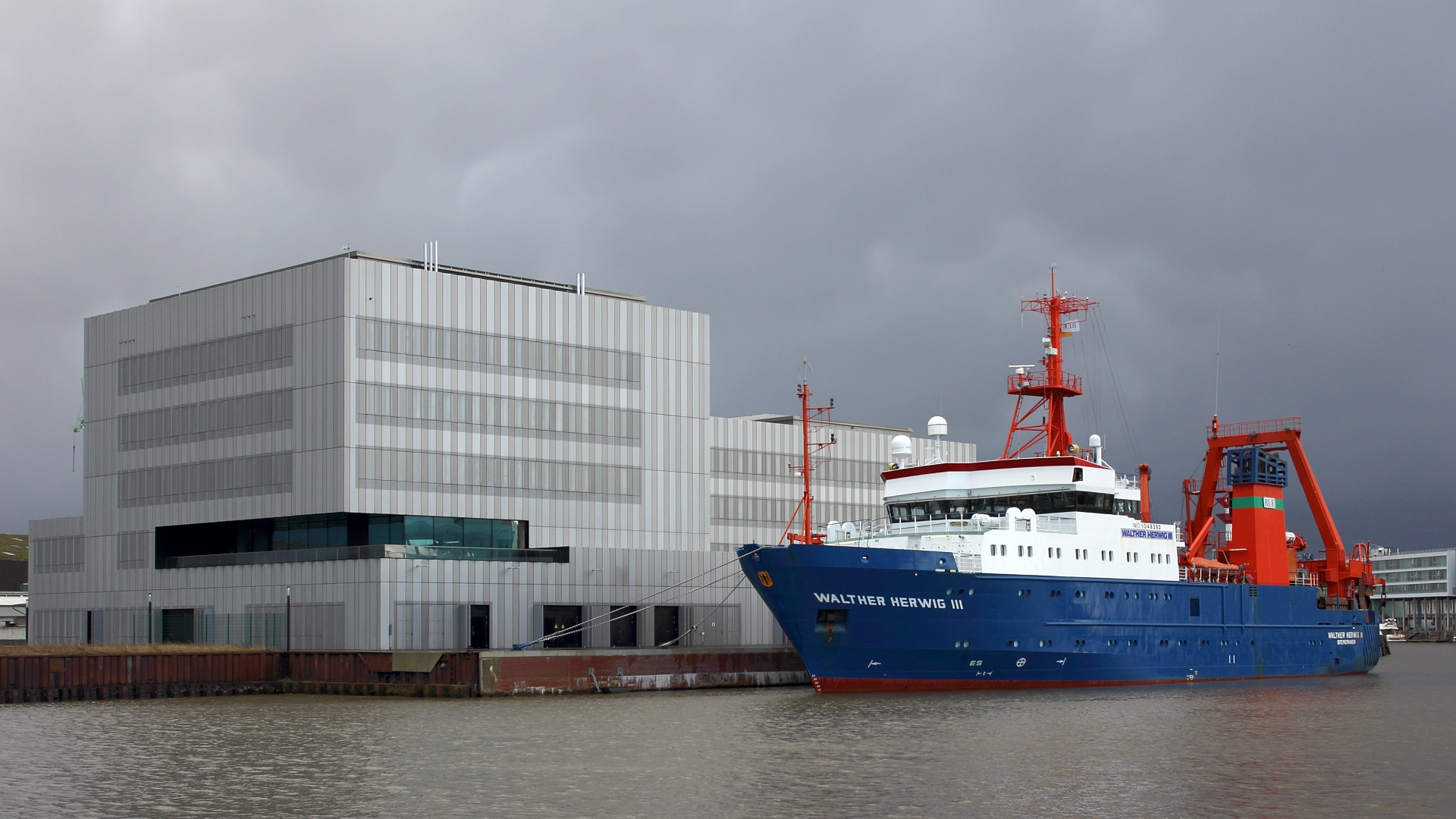
Thünen-Institute für Fischereiökologie und für Seefischerei, davor das Forschungsschiff Walther Herwig III.

Die beiden Thünen-Institute in Bremerhaven sind Fachinstitute des mit Hauptsitz in Braunschweig ansässigen Johann Heinrich von Thünen-Instituts, Bundesforschungsinstitut für Ländliche Räume, Wald und Fischerei. Es handelt sich um das Institut für Fischereiökologie und das Institut für Seefischerei. Zuvor in Hamburg angesiedelt, nutzen sie seit 2018 gemeinsam ein modernes Labor- und Bürogebäude in der Herwigstraße 31 am Fischereihafen I. Knapp 200 Menschen sind in dem von Staab Architekten (Berlin) entworfenen Gebäude tätig. Den Instituten stehen für ihre Arbeit zwei Forschungsschiffe zur Verfügung: Solea und Walther Herwig III.

## Thünen-Institut für Fischereiökologie
Der Auftrag des Thünen-Instituts für Fischereiökologie besteht in der Erforschung und Überwachung der Meeresumwelt. Die gemeinsam mit internationalen Partnern erarbeiteten Forschungsergebnisse dienen der Beratung der Politik und der Erfüllung der Qualitätsstandards für die Monitoring-Pflichten im Rahmen internationaler Konventionen wie OSPAR, HELCOM, EU-Meeresstrategie-Rahmenrichtlinie. Die Forschenden wollen frühzeitig erkennen, was sich verändert, und bewerten können, wie sich das auf das Nutzungspotenzial lebender Ressourcen auswirkt.
Die Institutsleitung liegt (2024) bei Reinhold Hanel.

## Thünen-Institut für Seefischerei
Das Thünen-Institut für Seefischerei setzt sich für nachhaltigen Fischfang in gesunden Meeren ein. Die Wissenschaftlerinnen und Wissenschaftler des Instituts arbeiten in fünf Arbeitsbereichen: Lebende Meeresressourcen, Meeresökosysteme, Mess- und Beobachtungssysteme, Integrierte Meeresnutzungskonzepte und Ökonomische Analysen der Fischerei und Aquakultur.
Die Institutsleitung liegt (2024) bei Gerd Kraus.

## Trivia
Das Institutsgebäude stellt in dem 2021 erstmals ausgestrahlten Fernseh-Kriminalfilm Sörensen hat Angst das Betriebs- und Verwaltungsgebäude der fiktiven Großschlachterei Fleischeslust dar. Bjarne Mädel ist Hauptdarsteller und Regisseur des Films.